# Татарско-Дымское сельское поселение
Татарско-Дымское се́льское поселе́ние — муниципальное образование в Бугульминском районе Татарстана Российской Федерации.
Административный центр — село Татарская Дымская.

## История
Статус и границы сельского поселения установлены Законом Республики Татарстан от 31 января 2005 года № 18-ЗРТ «Об установлении границ территорий и статусе муниципального образования "Бугульминский муниципальный район" и муниципальных образований в его составе».

## Население
| 2010 | 2011 | 2012 | 2013 | 2014 | 2015 | 2016 |
| ---- | ---- | ---- | ---- | ---- | ---- | ---- |
| 741  | ↘740 | ↘727 | ↘701 | →701 | ↘679 | ↘665 |
| 2017 | 2018 |      |      |      |      |      |
| ↘655 | ↘634 |      |      |      |      |      |

## Состав сельского поселения
| № | Населённый пункт  | Тип населённого пункта       | Население |
| - | ----------------- | ---------------------------- | --------- |
| 1 | Райлан            | деревня                      |           |
| 2 | Сула              | деревня                      |           |
| 3 | Суык-Чишма        | деревня                      |           |
| 4 | Татарская Дымская | село, административный центр |           |